# Ху Найюань
Ху Найюань (кит. упр. 胡乃元, пиньинь Hú Năiyuán; род. 1961, Тайнань) — тайваньский скрипач.
С 1972 года учился в США, сперва у Броудеса Эрле, затем у Джозефа Силверстайна и, наконец, в Индианском университете у Джозефа Гингольда, затем некоторое время работал в классе Гингольда ассистентом. В 1985 году одержал победу на престижном Международном конкурсе имени королевы Елизаветы. Выступал и выступает с ведущими оркестрами и дирижёрами мира. Участвовал в инаугурационном концерте тайваньского Национального концертного зала.
Среди получивших наибольшее признание записей Ху — скрипичные концерты Макса Бруха (№ 2) и Карла Гольдмарка с Сиэтлским симфоническим оркестром под управлением Джерарда Шварца.